# Pilahuimol
Pilahuimol är en ort i Mexiko.   Den ligger i kommunen Chicontepec och delstaten Veracruz, i den sydöstra delen av landet, 200 km nordost om huvudstaden Mexico City. Pilahuimol ligger 207 meter över havet och antalet invånare är 134.
Terrängen runt Pilahuimol är kuperad åt sydväst, men åt nordost är den platt. Runt Pilahuimol är det ganska tätbefolkat, med 86 invånare per kvadratkilometer. Närmaste större samhälle är Benito Juárez, 12,8 km sydväst om Pilahuimol. Omgivningarna runt Pilahuimol är en mosaik av jordbruksmark och naturlig växtlighet.